# Libobi
Libobi est un village de la région du Centre du Cameroun, situé dans la commune de Nguibassal. 

## Population et développement
En 1962, la population de Libobi était de 94 habitants. La population de Libobi était de 249 habitants dont 125 hommes et 129 femmes, lors du recensement de 2005.     